# Макаров, Владислав Вячеславович
Владислав Вячеславович Макаров (20 сентября 1996, Невель, Псковская область — 3 ноября 2023, Бердянск, Запорожская область) — российский офицер Воздушно-космических сил Российской Федерации, начальник отделение боевого управления — заместитель командира радиотехнической батареи зенитно-ракетного дивизиона С-400 1488-го зенитно-ракетного полка 2-й дивизии противовоздушной обороны 6-й армии Военно-воздушных сил. Герой Российской Федерации (2023, посмертно). Старший лейтенант.

## Биография
Родился 20 сентября 1996 года в городе Невель Псковской области. Обучался в городской школе № 5 имени В. В. Смирнова, которую окончил в 2014 году.
С 2014 года находился в Вооружённых силах Российской Федерации, поступил на обучение в Ярославское высшее военное училище противовоздушной обороны. Проходил обучение на факультете зенитных ракетных комплексов.
Окончил в 2019 году училище и был распределён в 6-ю Ленинградскую Краснознамённую ордена Жукова армию ВВС и ПВО. Проходил службу в 1488-м зенитно-ракетном полку, которой дислоцировался в городе Зеленогорске, близ Санкт-Петербурга.
С 24 февраля 2022 года принимал участие во вторжении России на Украину. Погиб 3 ноября 2023 года в городе Бердянске Запорожской области Украины. Кабина боевого расчёта, в котором находился Макаров была повержена снарядом противника.
Указом Президента Российской Федерации (закрытым) от 8 апреля 2024 года «за мужество и героизм, проявленные при исполнении воинского долга», старшему лейтенанту Макарову Владиславу Вячеславовичу присвоено звание Героя Российской Федерации (посмертно).

## Память
- Мемориальная доска установлена на здании училища в Ярославле.
- Мемориальная доска в его честь установлена на здании школы № 5 в городе Невеле Псковской области.
- Мемориальная доска установлена на доме в городе Невеле, где жил Герой.